# Bellegarde (Loiret)
Bellegarde – miejscowość i gmina we Francji, w Regionie Centralnym, w departamencie Loiret.
Według danych na rok 1990 gminę zamieszkiwały 1442 osoby, a gęstość zaludnienia wynosiła 292 osoby/km² (wśród 1842 gmin Regionu Centralnego Bellegarde plasuje się na 275. miejscu pod względem liczby ludności, natomiast pod względem powierzchni na miejscu 1367.).